# Ořechov (ort i Tjeckien, Vysočina)
Ořechov är en ort i Tjeckien.   Den ligger i regionen Vysočina, i den centrala delen av landet, 150 km sydost om huvudstaden Prag. Ořechov ligger 552 meter över havet och antalet invånare är 316.
Terrängen runt Ořechov är huvudsakligen platt, men västerut är den kuperad.Runt Ořechov är det ganska glesbefolkat, med 43 invånare per kvadratkilometer. Närmaste större samhälle är Velké Meziříčí, 9,2 km väster om Ořechov. Trakten runt Ořechov består till största delen av jordbruksmark.